# Beatriz Lascaris

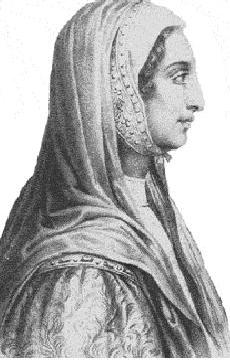
Beatriz de Tenda

Beatrice Lascaris di Ventimiglia, Beatriz Cane conocida como Beatriz de Tenda (Tende, 1372-Binasco, 13 de septiembre de 1418) fue una noble italiana.
Estuvo casada con Facino Cane de Monferrato y tras enviudar con Filippo Maria Visconti, quien se benefició de su fortuna y supuestamente urdió un plan para que la acusaran de adúltera con un joven trovador y fuera decapitada.
Su vida inspiró la obra “Beatriz de Tenda” de Vincenzo Bellini.